# كأس أيرلندا الشمالية 1986–87
كأس أيرلندا الشمالية 1986–87 (بالإنجليزية: 1986–87 Irish Cup)‏ هو موسم من كأس أيرلندا. كان عدد الأندية المشاركة فيه 16، وفاز فيه غلينتوران.

## النهائي
| غلينتوران  | 1 – 0 | نادي لارن ‏ |
| ---------- | ----- | ---------- |
| Mullen 33' | تقرير |            |